# Bonnes (Vienne)
Pour les articles homonymes, voir Bonnes.
 (août 2013).
Bonnes est une commune du Centre-Ouest de la France, située dans le département de la Vienne en région Nouvelle-Aquitaine.
Ses habitants sont appelés les Bonnois.

## Géographie

### Localisation
Bonnes est située au nord de Chauvigny dont elle est proche et à l'est de Poitiers.

### Communes limitrophes
| La Chapelle-Moulière | Bellefonds | Archigny  |
| Liniers              | Bonnes     |           |
| Lavoux               | Jardres    | Chauvigny |

### Géologie et relief
La région de Bonnes présente un paysage de plaines vallonnées plus ou moins boisées et de vallées. Sur la rive droite, le relief est plat. Tandis que sur la rive gauche, le plateau descend progressivement vers la Vienne. Le terroir se compose :
- de terres fortes pour 26 % et de Bornais (ce sont des sols brun clair sur limons, profonds et humides, à tendance siliceuse) pour 16 % sur les plateaux du Seuil du Poitou ;
- de calcaires pour 26 % dans les vallées et les terrasses alluviales ;
- de groies profondes pour 32 % dans les plaines. Les groies sont des terres du Sud-Ouest de la France, argilo-calcaires, peu profondes - en général de moins de 50 cm d'épaisseur - et plus ou moins riches en cailloux. Elles sont fertiles et saines, et donc propices à la polyculture céréalière.

### Hydrographie
La commune est traversée par la Vienne sur une longueur de 8 km.

### Climat
Pour des articles plus généraux, voir Climat de la Nouvelle-Aquitaine et Climat de la Vienne.
Historiquement, la commune est exposée à un climat océanique du nord-ouest.  
En 2020, Météo-France publie une typologie des climats de la France métropolitaine dans laquelle la commune est exposée à un climat océanique altéré et est dans la région climatique Poitou-Charentes, caractérisée par un bon ensoleillement, particulièrement en été et des vents modérés.
Pour la période 1971-2000, la température annuelle moyenne est de 12 °C, avec une amplitude thermique annuelle de 14,7 °C. Le cumul annuel moyen de précipitations est de 722 mm, avec 11,1 jours de précipitations en janvier et 6,8 jours en juillet. Pour la période 1991-2020, la température moyenne annuelle observée sur la station météorologique la plus proche, située sur la commune de Biard à 22 km à vol d'oiseau, est de 12,2 °C et le cumul annuel moyen de précipitations est de 695,3 mm,. Pour l'avenir, les paramètres climatiques de la commune estimés pour 2050 selon différents scénarios d’émission de gaz à effet de serre sont consultables sur un site dédié publié par Météo-France en novembre 2022.

## Urbanisme

### Typologie
Au 1er janvier 2024, Bonnes est catégorisée commune rurale à habitat dispersé, selon la nouvelle grille communale de densité à sept niveaux définie par l'Insee en 2022.
Elle est située hors unité urbaine. Par ailleurs la commune fait partie de l'aire d'attraction de Poitiers, dont elle est une commune de la couronne,. Cette aire, qui regroupe 97 communes, est catégorisée dans les aires de 200 000 à moins de 700 000 habitants,.

### Occupation des sols
L'occupation des sols de la commune, telle qu'elle ressort de la base de données européenne d’occupation biophysique des sols Corine Land Cover (CLC), est marquée par l'importance des territoires agricoles (71,6 % en 2018), en diminution par rapport à 1990 (72,7 %). La répartition détaillée en 2018 est la suivante : 
terres arables (48,7 %), zones agricoles hétérogènes (22,1 %), forêts (22,1 %), eaux continentales (3,4 %), zones urbanisées (2,9 %), cultures permanentes (0,8 %). L'évolution de l’occupation des sols de la commune et de ses infrastructures peut être observée sur les différentes représentations cartographiques du territoire : la carte de Cassini (XVIIIe siècle), la carte d'état-major (1820-1866) et les cartes ou photos aériennes de l'IGN pour la période actuelle (1950 à aujourd'hui).

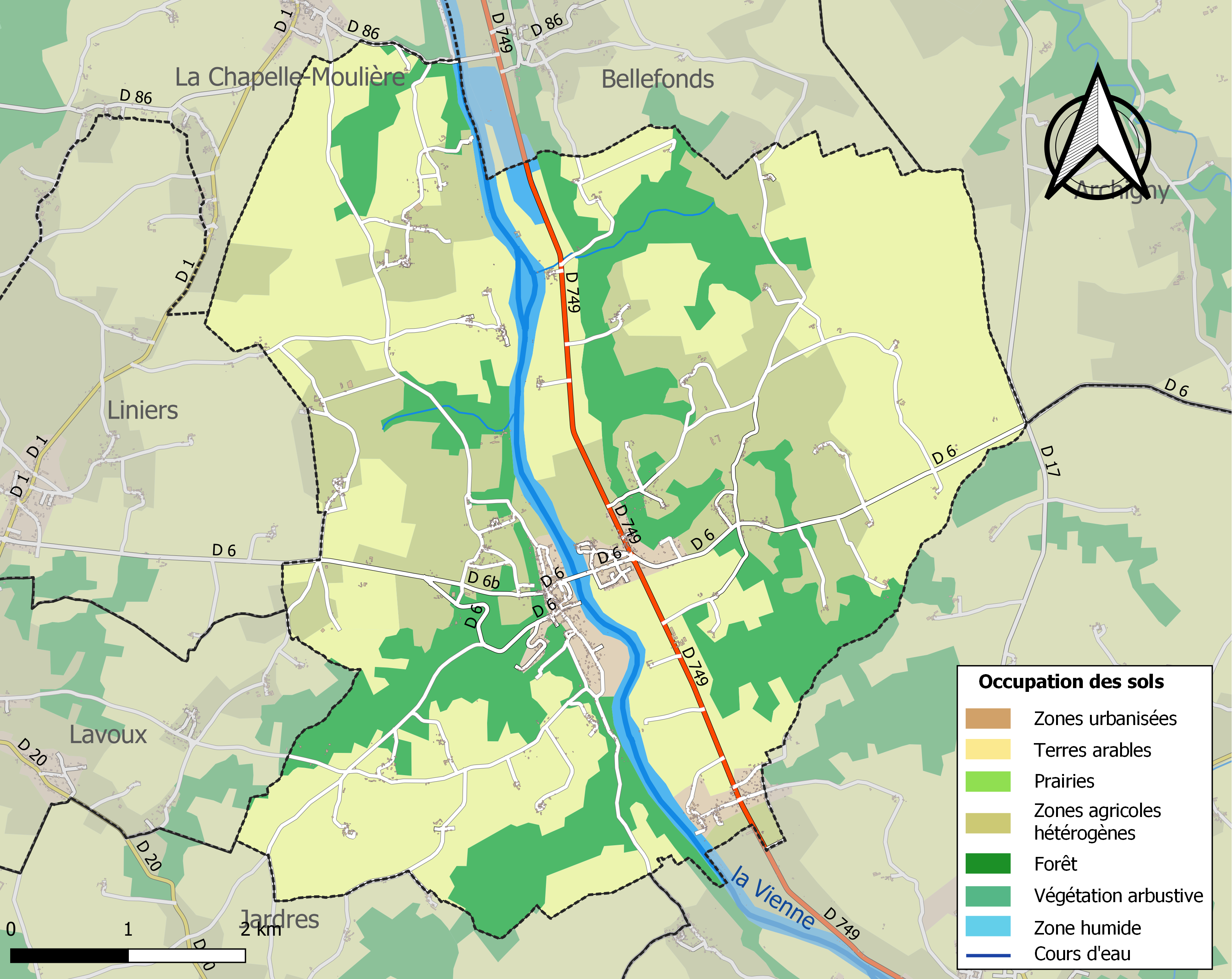
Carte des infrastructures et de l'occupation des sols de la commune en 2018 (CLC).

### Risques majeurs
Le territoire de la commune de Bonnes est vulnérable à différents aléas naturels : météorologiques (tempête, orage, neige, grand froid, canicule ou sécheresse), inondations, mouvements de terrains et séisme (sismicité modérée). Il est également exposé à trois risques technologiques, le transport de matières dangereuses et la rupture d'un barrage et le risque nucléaire. Un site publié par le BRGM permet d'évaluer simplement et rapidement les risques d'un bien localisé soit par son adresse soit par le numéro de sa parcelle.

#### Risques naturels
Certaines parties du territoire communal sont susceptibles d’être affectées par le risque d’inondation par débordement de cours d'eau, notamment la Vienne. La commune a été reconnue en état de catastrophe naturelle au titre des dommages causés par les inondations et coulées de boue survenues en 1982, 1993, 1999, 2010 et 2012,. Le risque inondation est pris en compte dans l'aménagement du territoire de la commune par le biais du plan de prévention des risques inondation (PPRI) de la « vallée de la Vienne "médiane" - Section Chauvigny/Cenon-sur-Vienne », approuvé le 8 février 2007 et par le PPRI «Vienne Grand Poitiers Communauté Urbaine (GPCU) », prescrit le 28 janvier 2021.

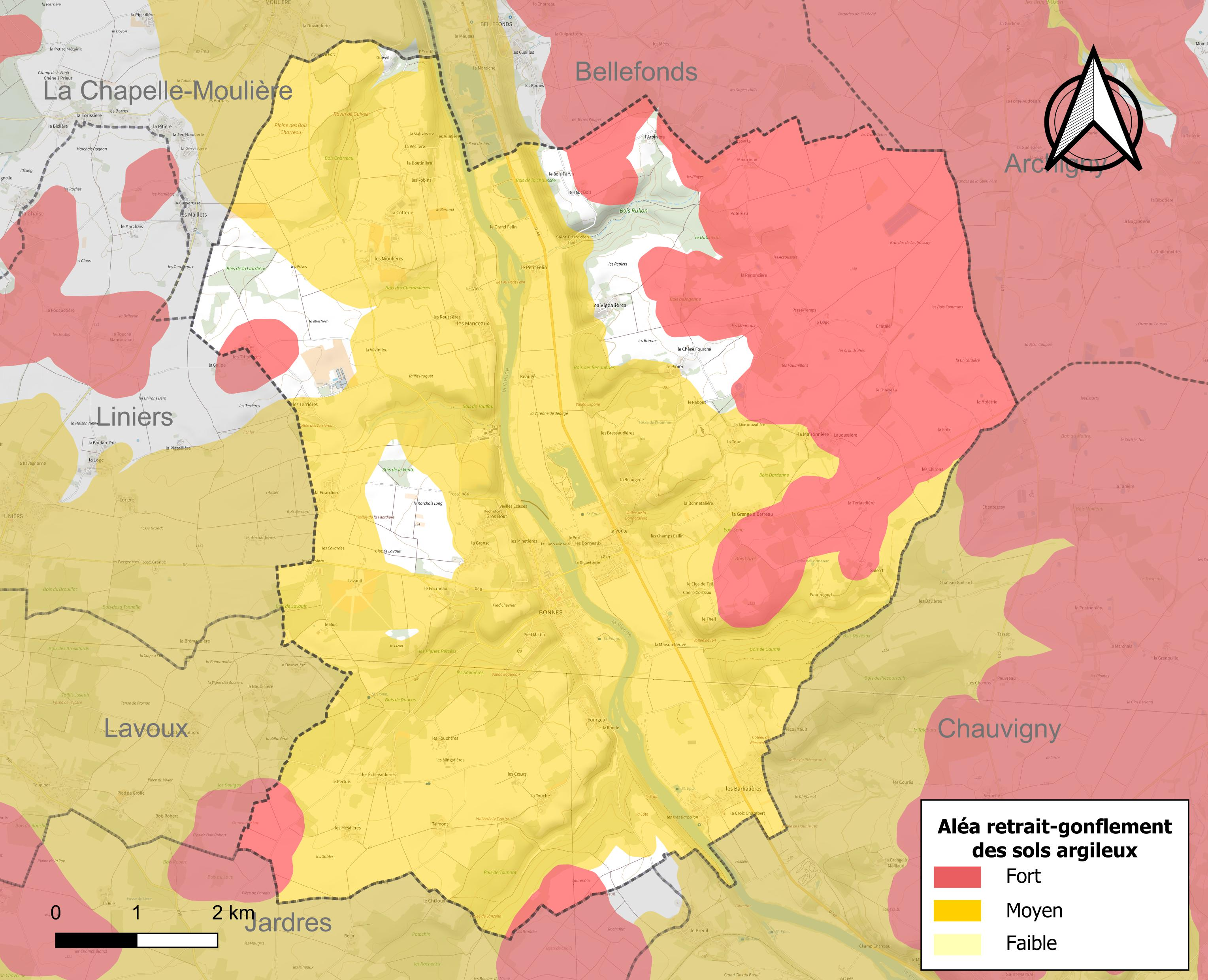
Carte des zones d'aléa retrait-gonflement des sols argileux de Bonnes.

Les mouvements de terrains susceptibles de se produire sur la commune sont des affaissements et effondrements liés aux cavités souterraines (hors mines) et des tassements différentiels. Afin de mieux appréhender le risque d’affaissement de terrain, un inventaire national permet de localiser les éventuelles cavités souterraines sur la commune. Le retrait-gonflement des sols argileux est susceptible d'engendrer des dommages importants aux bâtiments en cas d’alternance de périodes de sécheresse et de pluie. 90,1 % de la superficie communale est en aléa moyen ou fort (79,5 % au niveau départemental et 48,5 % au niveau national). Depuis le 1er octobre 2020, en application de la loi ÉLAN, différentes contraintes s'imposent aux vendeurs, maîtres d'ouvrages ou constructeurs de biens situés dans une zone classée en aléa moyen ou fort,.
La commune a été reconnue en état de catastrophe naturelle au titre des dommages causés par la sécheresse en 2003, 2005, 2011 et 2016 et par des mouvements de terrain en 1999 et 2010.

#### Risques technologiques
La commune est en outre située en aval des barrages de Lavaud-Gelade et de Vassivière dans la Creuse, des ouvrages de classe A. À ce titre elle est susceptible d’être touchée par l’onde de submersion consécutive à la rupture d'un de ces ouvrages.
La commune étant située dans le périmètre du plan particulier d'intervention (PPI) de 20 km autour de la centrale nucléaire de Civaux, elle est exposée au risque nucléaire. En cas d'accident nucléaire, une alerte est donnée par différents médias (sirène, sms, radio, véhicules). Dès l'alerte, les personnes habitant dans le périmètre de 2 km se mettent à l'abri. Les personnes habitant dans le périmètre de 20 km peuvent être amenées, sur ordre du préfet, à évacuer et ingérer des comprimés d’iode stable,,.

## Histoire

### Moyen Âge
La première mention de la commune date de 1173, par Johannes de Bonis, dans une charte de l'abbaye de l'Étoile dans les Aides et Équivalences du POITOU.
Plus tard en 1309, le cartulaire de l'évêché de Poitiers évoque Capellanus de Bonis.

### Révolution française
Bonnes accueille favorablement les avancées de la Révolution française. Elle plante ainsi son arbre de la liberté, symbole de la Révolution, dès l’annonce de la proclamation de la Première République (septembre 1792). Il devient le lieu de ralliement de toutes les fêtes et des principaux événements révolutionnaire, comme le brûlement des titres féodaux.

### LeXXesiècle

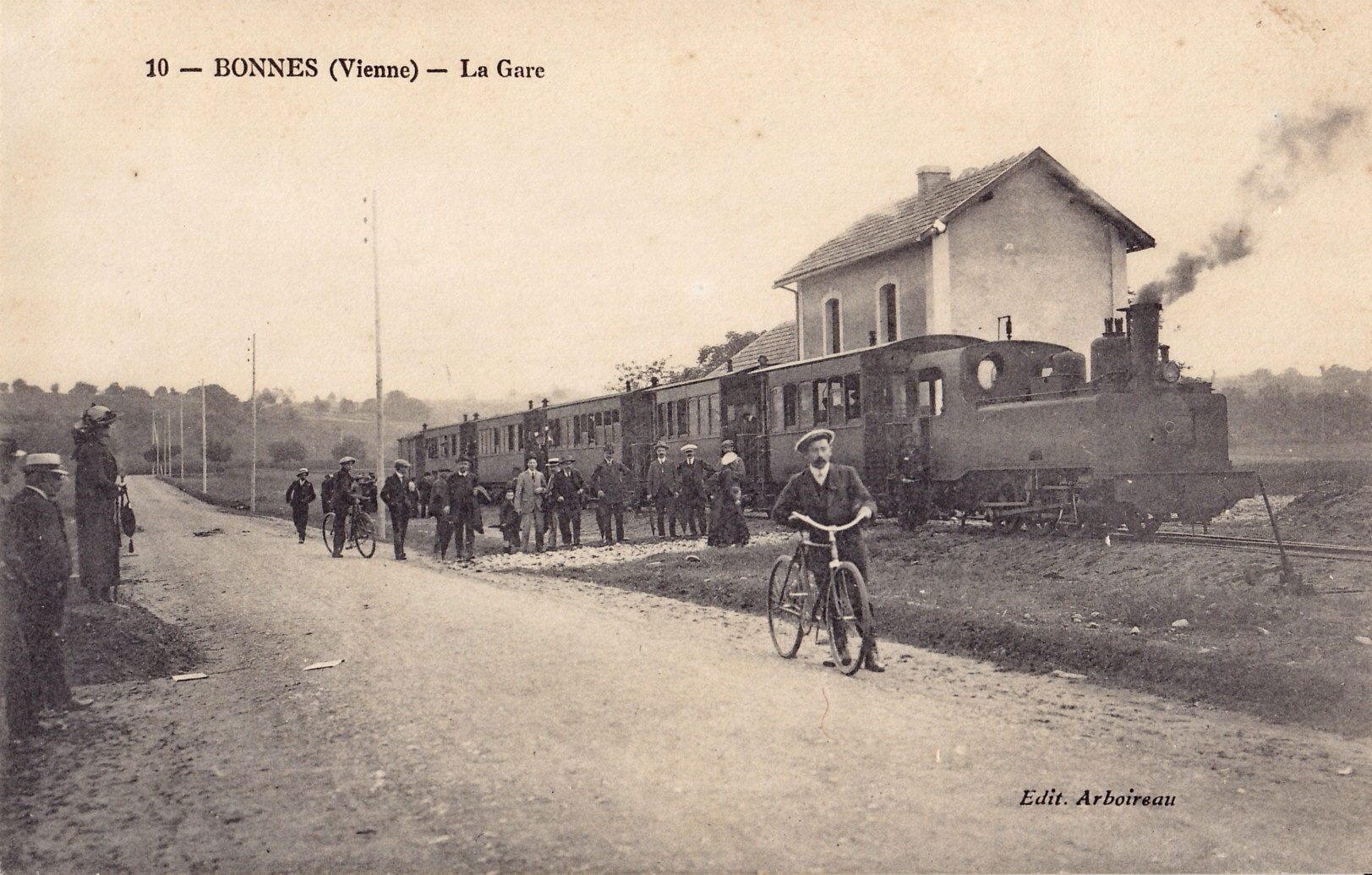
Le bourg disposait d'une gare sur la ligne de chemin de fer secondaire Châtellerault - Chauvigny exploitée, de 1890 à 1951, par les Voies ferrées économiques du Poitou (VFEP).

En 1920, pour fêter la fin de la Première Guerre mondiale et la victoire de la République, un arbre de la liberté est planté, et survit jusque dans les années 1980.
Au début de la Seconde Guerre mondiale, la Vienne accueille 40 000 réfugiés de Moselle, qui sont hébergés souvent chez l’habitant et répartis dans toutes les communes. Bonnes accueille aussi un groupe de réfugiés en septembre 1939. En 1940, la commune doit en plus loger 200 soldats allemands, qui sont installés au château de Touffou. La ligne de démarcation traversait la commune, du 22 juin 1940 au 1er mars 1943, laissant le chef-lieu en zone occupée.

## Politique et administration

### Liste des maires
| Période                                  | Période | Identité          | Étiquette | Qualité    |
| ---------------------------------------- | ------- | ----------------- | --------- | ---------- |
| Les données manquantes sont à compléter. |         |                   |           |            |
| mars 2001                                |         | Michel Saumonneau |           | Professeur |

### Instances judiciaires et administratives
La commune relève du tribunal d'instance de Poitiers, du tribunal de grande instance de Poitiers, de la cour d'appel Poitiers, du tribunal pour enfants de Poitiers, du conseil de prud'hommes de Poitiers, du tribunal de commerce de Poitiers, du tribunal administratif de Poitiers et de la cour administrative d'appel de Bordeaux, du tribunal des pensions de Poitiers, du tribunal des affaires de la Sécurité sociale de la Vienne, de la cour d’assises de la Vienne.

### Services publics
Les réformes successives de La Poste ont conduit à la fermeture de nombreux bureaux de poste ou à leur transformation en simple relais.
Les services postaux sont désormais rendus au relais.

### Politique environnementale
Dans son palmarès 2024, le Conseil national de villes et villages fleuris de France a attribué deux fleurs à la commune.

## Démographie
L'évolution du nombre d'habitants est connue à travers les recensements de la population effectués dans la commune depuis 1793. Pour les communes de moins de 10 000 habitants, une enquête de recensement portant sur toute la population est réalisée tous les cinq ans, les populations de référence des années intermédiaires étant quant à elles estimées par interpolation ou extrapolation. Pour la commune, le premier recensement exhaustif entrant dans le cadre du nouveau dispositif a été réalisé en 2006.

En 2022, la commune comptait 1 686 habitants, en évolution de −2,15 % par rapport à 2016 (Vienne : +0,6 %, France hors Mayotte : +2,11 %).
| 1793  | 1800  | 1806  | 1821  | 1831  | 1836  | 1841  | 1846  | 1851  |
| ----- | ----- | ----- | ----- | ----- | ----- | ----- | ----- | ----- |
| 1 266 | 1 297 | 1 292 | 1 230 | 1 381 | 1 427 | 1 447 | 1 505 | 1 567 |

| 1856  | 1861  | 1866  | 1872  | 1876  | 1881  | 1886  | 1891  | 1896  |
| ----- | ----- | ----- | ----- | ----- | ----- | ----- | ----- | ----- |
| 1 466 | 1 510 | 1 485 | 1 462 | 1 381 | 1 362 | 1 355 | 1 305 | 1 365 |

| 1901  | 1906  | 1911  | 1921  | 1926  | 1931  | 1936  | 1946  | 1954  |
| ----- | ----- | ----- | ----- | ----- | ----- | ----- | ----- | ----- |
| 1 297 | 1 272 | 1 251 | 1 186 | 1 152 | 1 165 | 1 136 | 1 109 | 1 149 |

| 1962  | 1968 | 1975 | 1982  | 1990  | 1999  | 2006  | 2011  | 2016  |
| ----- | ---- | ---- | ----- | ----- | ----- | ----- | ----- | ----- |
| 1 083 | 951  | 981  | 1 213 | 1 290 | 1 475 | 1 645 | 1 716 | 1 723 |

| 2021  | 2022  | - | - | - | - | - | - | - |
| ----- | ----- | - | - | - | - | - | - | - |
| 1 700 | 1 686 | - | - | - | - | - | - | - |

En 2008, la densité de population de la commune était de 49 hab./km2, 61 hab./km2 pour le département, 68 hab./km2 pour la région Poitou-Charentes et 115 hab./km2 pour la France.

## Économie
Selon la direction régionale de l'Alimentation, de l'Agriculture et de la Forêt de Poitou-Charentes, il n'y a plus que 21 exploitations agricoles en 2010 contre 27 en 2000.
Les surfaces agricoles utilisées ont paradoxalement augmenté de 22 % et sont passées de 1 951 hectares en 2000 à 2 395 hectares en 2010. Ces chiffres indiquent une concentration des terres sur un nombre plus faible d’exploitations. Cette tendance est conforme à l’évolution constatée sur tout le département de la Vienne puisque de 2000 à 2007, chaque exploitation a gagné en moyenne 20 hectares.
48 % des surfaces agricoles sont destinées à la culture des céréales (blé tendre essentiellement mais aussi orges et maïs), 23% pour les oléagineux (colza et tournesol), 2 % par les protéagineux, 15 % pour le fourrage et 2 % reste en herbes.
7 exploitations en 2010 (contre 6 en 2000) abritent un élevage de bovins (794 têtes en 2010 contre 427 têtes en 2000). 3 exploitations en 2010 (contre 5 en 2000) abritent un élevage d'ovins (94 têtes en 2010 contre 172 têtes en 2000). Cette évolution est conforme à la tendance globale du département de la Vienne. En effet, le troupeau d’ovins, exclusivement destiné à la production de viande, a diminué de 43,7 % de 1990 à 2007. L'élevage de volailles a disparu en 2010 (169 têtes sur 10 fermes en 2000).

## Culture locale et patrimoine

### Lieux et monuments

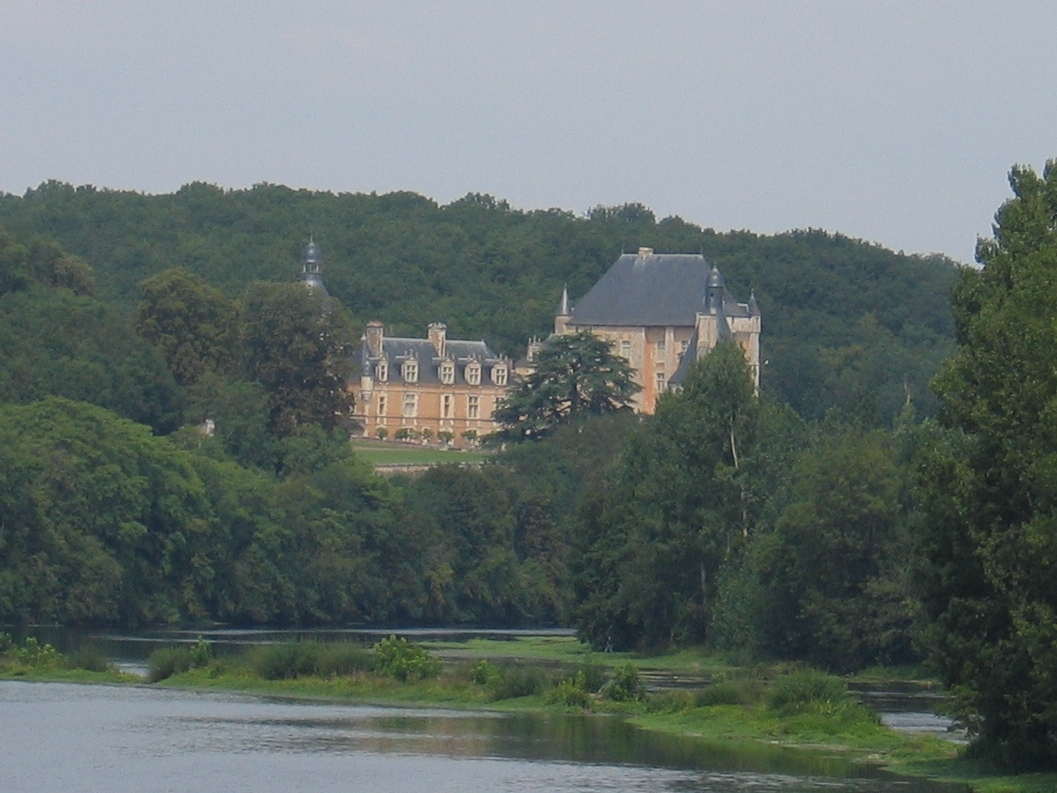

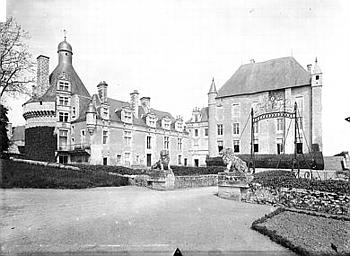
Le château de Touffou.

#### Patrimoine civil
- Le château de Touffou (monument historique) où François Ier a résidé ainsi que ceux de Loubressay (XVIIe siècle, inscrit monument historique, en restauration), du Theil (site inscrit, en ruine), d'Ardenne (XIIIe siècle, seul le donjon subsiste.)
- Château de Loubressay dont les communs et le logis sont inscrits comme Monument Historique depuis 1993.

#### Patrimoine religieux

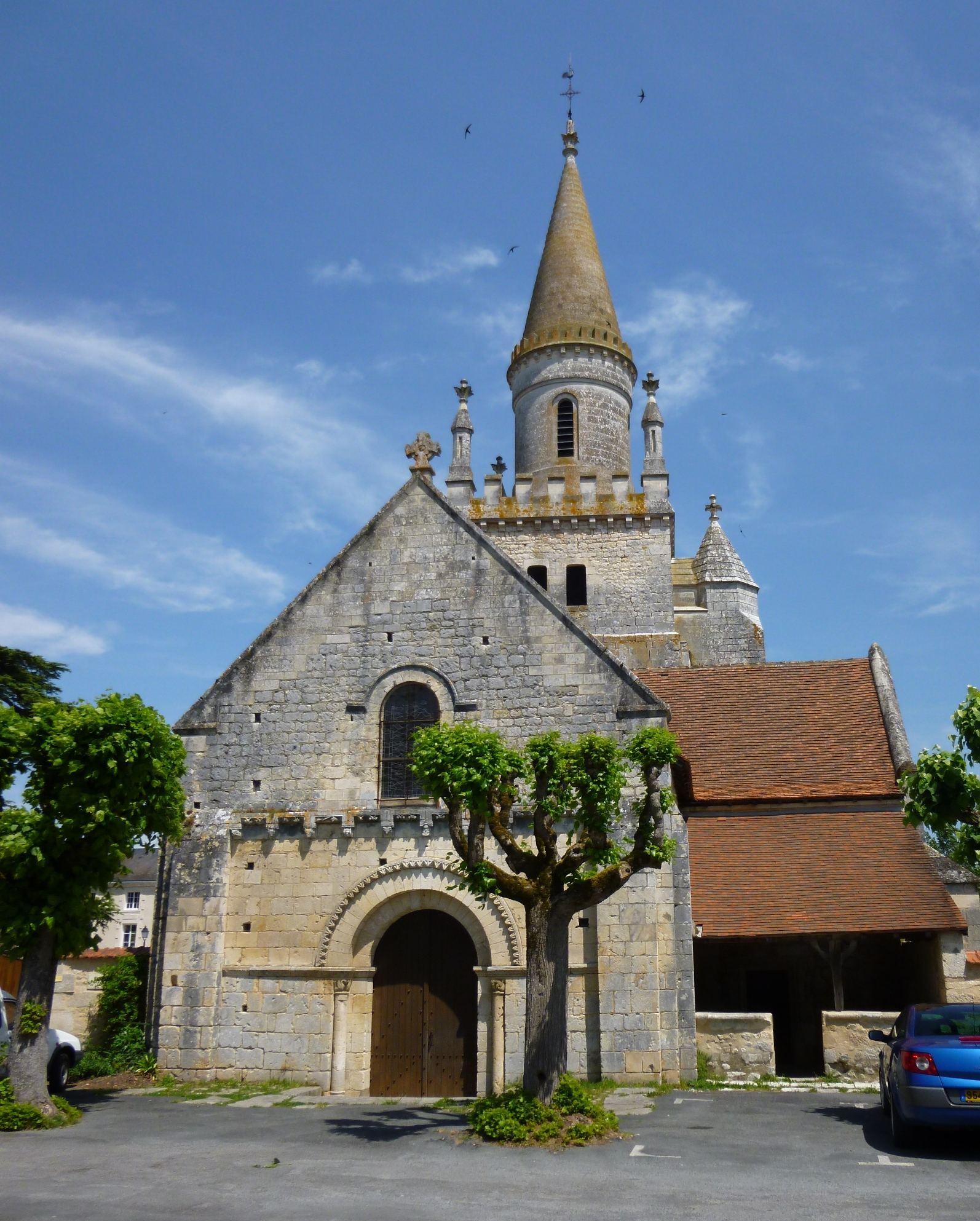
Église de Bonnes.

- L'église Saint-André est un édifice du XIIe siècle pour la majeure partie. Détruite lors d’un tremblement de terre au XVIIIe siècle, son clocher s’effondre définitivement en 1889. Le nouveau clocher fut construit en 1892. À l’intérieur, la chapelle latérale possède des clefs de voûte portant les armoiries des Montléon et Chasteigner, familles qui se sont succédé à la tête de la seigneurie de Touffou. Un bénitier est daté de 1668. L'église est classée comme Monument Historique depuis 1906[40].

### Patrimoine naturel
Selon l'Inventaire des arbres remarquables de Poitou-Charentes, il y a trois arbres remarquables sur la commune qui sont un cèdre du Liban, un houx hybride et un tilleul à petites feuilles.
La commune contient quatre zones naturelles d'intérêt écologique, faunistique et floristique (ZNIEFF) qui couvrent 29 % de la surface communale :
- le coteau du Trait,
- la vallée de Teil,
- les coteaux de Saint-Pierre d'En-Haut,
- le plateau de Bellefonds. Il est aussi classé par la Directive oiseaux qui assure la protection des oiseaux sauvages et de leurs biotopes.

#### Le coteau du Trait
- Si vous ne connaissez pas le sujet, laissez ce bandeau (vous pouvez alors contacter les auteurs).
- Si vous supprimez le contenu mis en cause (vous pouvez préalablement contacter les auteurs),

argumentez précisément cette suppression dans la page de discussion
(un manque de référence n'est pas un argument ; une recherche réelle de référence doit avoir été effectuée, être formellement documentée).
Sur la rive gauche de la Vienne, aux portes nord de Chauvigny, le coteau du Trait est une zone d’intérêt écologique, faunistique et floristique (ZNIEFF). C’est un coteau boisé étroit mais long de plus de deux kilomètres, dont les pentes abruptes sont exposées au nord-est. Elles dominent d’une quarantaine de mètres les berges de la rivière. Le substrat de calcaires jurassiques y a permis le développement de sols argilo-calcaires plus ou mois profonds et plus ou moins riches en cailloux.
Les peuplements forestiers du coteau présentent une forte diversité liée à la variété des sols. On trouve, ainsi, une chênaie thermophile à chêne pubescent en haut de coteau et en lisière. Cette dernière cède, ensuite, sa place, à mi-pente, à une forêt fraîche de ravin qui se trouve sur un sol très pentu et riche en cailloux calcaires. Cette partie du boisement est composée essentiellement de Tilleuls à grandes feuilles et d'érables. Puis ils sont remplacés, dans la zone d’influence de la Vienne, par une forêt à Aulne glutineux.
Connu des botanistes depuis la fin du XIXe siècle, le coteau du Trait abrite encore la majorité des espèces végétales qui ont fait sa renommée, auxquelles sont venues se rajouter des découvertes effectuées plus récemment : dix plantes sont à fort intérêt patrimonial.
Une des originalités du coteau du Trait est que chaque zone boisée typée abrite ses propres plantes rares. Ainsi, sur les lisières de la chênaie pubescente, on trouve des pelouses linéaires (les ourlets) qui sont soumises à un ensoleillement intense et à une forte sécheresse estivale. Elles abritent une riche flore thermophile où se localisent deux orchidées très rares : l’Épipactis de Müller et, surtout, l’Épipactis rouge sombre. Cette dernière est une espèce continentale très rare dans les plaines atlantiques. Le coteau du Trait est actuellement l’unique site connu en région Poitou-Charentes. Plus bas sur la pente, dans une ambiance micro climatique fraîche et humide, on peut observer, au début du printemps, les gracieuses fleurs bleues de la Scille à deux feuilles. C'est une Liliacée bulbeuse qui trouve sur les rives de la Vienne la limite occidentale de sa localisation en France. C’est à ce niveau également que pousse le Tilleul à grandes feuilles. C'est une essence typique des forêts d’éboulis de la moitié est de la France qui devient très localisée dans les plaines atlantiques. Quant à l’aulnaie des rives de la Vienne, elle se singularise par la nette tonalité montagnarde de sa flore qui comprend des plantes telles que la Julienne des dames ou la Balsamine des bois, deux espèces entraînées le long du cours de la rivière depuis les basses montagnes du Massif central qui constituent leur terre d’origine.
Un bon observateur pourra donc découvrir :
- Balsamine des bois.
- Egopode podagraire.
- Epipactis de Müller. Cette plante fait l'objet d'une protection nationale.
- Épipactis rouge sombre. Cette plante fait l'objet d'une protection nationale.
- Inule des montagnes.
- Julienne des dames.
- Laîche digitée.
- Phalangère rameuse.
- Scille à deux feuilles.
- Véronique des montagnes.

#### La vallée du Teil
À quelques kilomètres au nord de Chauvigny, la vallée du Teil est une zone classée d’intérêt écologique, faunistique et floristique (ZNIEFF). Elle est à cheval sur les communes de Chauvigny et de Bonnes. Elle recouvre un de ces nombreux vallons boisés qui débouchent dans la vallée de la Vienne toute proche. Il s’agit d’un thalweg d’orientation ouest/est, assez fortement encaissé avec près de 50 mètres de dénivellation. Il est encadré par des pentes abruptes. Au fond, s’écoule un ruisseau qui s’assèche périodiquement.
Le substratum de calcaires jurassiques est recouvert de "groies" plus ou moins profondes selon la pente. C'est un sol argilo-calcaire assez caillouteux dont l’épaisseur n’excède pas 50 cm. Sur ce type de sol et dans le contexte climatique régional caractérisé par des étés plutôt chauds et secs et des hivers peu rigoureux mais pluvieux, le boisement est dominé par le Charme et le Chêne pédonculé. Il surmonte une strate herbacée d’une grande diversité et à la floraison printanière particulièrement spectaculaire.
La vallée du Teil abrite plusieurs espèces végétales rares qui sont des reliques probables d’un paléoclimat aujourd’hui disparu et qui ont trouvé, dans l’ambiance micro climatique fraîche de ce vallon forestier, les conditions nécessaires à leur survie. Le Lis martagon est sans conteste la plus prestigieuse de ces plantes : cette Liliacée se caractérise par une tige dont la hauteur peut aller jusqu'à 1,5 mètre. Elle s’orne d’une grappe de grandes fleurs rose violacé qui sont ponctuées de pourpre et qui se penchent vers le sol. Le lis martagon possède, en effet, un tempérament montagnard qui lui fait éviter presque totalement normalement les plaines atlantiques où elle ne peut subsister que dans des zones au microclimat particulier. La petite colonie de la vallée du Teil se trouve être ainsi l'un des sites les plus nord occidentales de France. La vallée de la Vienne constitue une limite naturelle au-delà de laquelle le lis ne peut survivre. La Scille à deux feuilles est une autre plante précieuse de la chênaie-charmaie du Teil. Elle est également une Liliacée bulbeuse mais de taille beaucoup plus modeste car elle ne fait qu'entre 10 cm et 25 cm de hauteur. Elle a de petites fleurs bleues disposées en grappe lâche. Comme pour le lis, il s’agit d’une espèce qui se trouve aux confins géographiques de son aire naturelle. Celle-ci est, en effet, centrée sur la moitié est de la France. Elle trouve dans la vallée du Teil, la limite occidentale de son aire de distribution. La Laîche digitée est une autre espèce que l'on trouve, en région Poitou-Charentes, dans les forêts localisées dans des ravins et aux bases de falaises calcaires ombragées. C'est une autre des plantes précieuses du site, puisqu’à ce jour, seulement trois stations sont connues dans le département de la Vienne.

### Personnalités liées à la commune
- Gilles de Bretagne (1420-1450).
- David Ogilvy (1911-1999) y a vécu de 1973 à sa mort en 1999.
- Jean III Chasteigner, seigneur de Touffou, fut l'un des quatre chambellans de François Ier (1494-1547). Il fut blessé à Pavie en 1525 par un coup de mousquet à la jambe. Son nom est cité par Rabelais (1494-1553) dans Pantagruel. En 1547, il fut le maître de cérémonie aux obsèques de François Ier.
- Paul Rougnon (1846-1934), compositeur de musique, et auteur d'un Hymne aux enfants du Poitou, y avait une maison familiale. Une impasse porte aujourd'hui son nom.